# Guitars - the Museum
63°49′38″N 20°16′5″Ø / 63.82722°N 20.26806°Ø
Guitars – the Museum (i folkemunde kaldet Guitarmuseet) er et museum beliggende i den tidligere  Vasaskole i det centrale Umeå, det huser også en rockklub, en restaurant, en musikforretning og en pladebutik. Museet blev indviet i slutningen af januar 2014, i forbindelse med åbningen af kulturhovedstadsåret i Umeå. 
Museet drives i et fælles selskab under ledelse af personerne bag musikforretningen 4Sound og rockklubben Scharinska, (som beholdt det navn selv om den flyttede fra den Scharinske villa till Vasaskolen), som også i høj grad ligger bag satsningen på et guitarmuseum. Umeå kommune har støttet satsningen på et guitarrmuseum dels gennem renovering og tilpassning af lokalerne, dels med en årlig medfinansiering på 2,4 millioner svenske kroner i årene 2014–2015.

## Samlingerne
Museets samlinger består primært af elguitarer fra 1950'erne og 1960'erne, samt et mindre antal elbaser, forstærkere og andet med forbindelse til elguitarens historie. Alt er blevet samlet ind af brøderne Mikael og Samuel Åhdén, fra 1970'erne og fremad, men samlingen har ikke tidligere været vist for offentligheden i sin helhed.
Blandt de mere eksklusive guitarer i samlingen findes en Gibson Flying V fra 1958, en Les Paul fra 1960 og en Fender Broadcaster fra 1950. Med sine rundt regnet 500 guitarer har museet allerede opnået international opmærksomhed, og er blandt andet blevet kaldt verdens største af sin slags.
Udover museets egne samlinger er der også plads til midlertidige udstillninger. I forbindelse med indvielsen blev udstillingen Umeå – The European capital of hardcore 1989-2000 vist i samarbejde med Folkrörelsearkivet.